# Pellezzano
Pellezzano es una localidad y comune italiana de la provincia de Salerno, región de Campania, con 10.877 habitantes.

## Evolución demográfica
| Gráfica de evolución demográfica de Pellezzano entre 1861 y 2001 |
|                                                                  |
| Fuente ISTAT - elaboración gráfica de Wikipedia                  |